# Fundusz Rozwoju Eksportu
Fundusz Rozwoju Eksportu – instrument finansowy służący wsparciem finansowym podmiotom rozwijającym produkcję na rynki zagraniczne. Fundusz istniał w latach 1989–1990.

## Utworzenie Funduszu
Na podstawie ustawy z 1989 r. o utworzeniu Funduszu Rozwoju Eksportu powołano nowy Fundusz.

## Zadanie Funduszu
Zadaniem Funduszu było wspomaganie finansowe podmiotów gospodarczych podejmujących przedsięwzięcia służące proeksportowej restrukturyzacji produkcji, a także poprawa efektywności produkcji eksportowej.

## Dochody Funduszu
Dochodami Funduszu były:
- wpływy z cła przywozowego w handlowym obrocie towarowym z zagranicą,
- wpływy stanowiące różnice między cenami krajowymi towarów, których import został sfinansowany ze środków centralnych, a kosztem importu,
- wpływy uzyskiwane ze sprzedaży środków centralnych na przetargach walutowych,
- dywidendy należne Skarbowi Państwa z tytułu udziału w spółkach prowadzących działalność w handlu zagranicznym,
- wpływy ze sprzedaży udziałów Skarbu Państwa w spółkach prowadzących działalność w handlu zagranicznym,
- wpływy będące różnicami między cenami uzyskiwanymi ze sprzedaży w przetargach, organizowanych na podstawie odrębnych przepisów, towarów importowanych w ramach zobowiązań międzynarodowych a kosztem importu tych towarów,
- inne wpływy w walucie polskiej lub obcej.

## Gospodarowanie środkami Funduszu
Środkami Funduszu dysponował Minister Współpracy Gospodarczej z Zagranicą. Minister Współpracy Gospodarczej z Zagranicą określał zakres przekazywanych środków Bankowi Rozwoju Eksportu Spółka Akcyjna i prawo dysponowania środkami Funduszu.
Środki Funduszu przeznaczone były na rozwój zdolności eksportowych gospodarki, a w szczególności na:
- udzielanie kredytów na przedsięwzięcia, których efektem będzie wzrost lub poprawa efektywności produkcji eksportowej,
- wnoszenie udziałów do spółek prawa handlowego,
- nabywanie obligacji podmiotów gospodarczych, podejmujących przedsięwzięcia służące proeksportowej restrukturyzacji produkcji,
- promocję eksportu towarów i usług,

## Rada Funduszu
Minister Współpracy Gospodarczej z Zagranicą powoływał Radę Funduszu jako organ opiniodawczy. Do zadań Rady należało przedstawianie Ministrowi Współpracy Gospodarczej z Zagranicą opinii i propozycji dotyczących gospodarowania środkami Funduszu, a w szczególności opiniowanie:
- projektu preliminarza dochodów i wydatków Funduszu, przedstawianego przez Bank Rozwoju Eksportu,
- sprawozdań rocznych,
- propozycji nabycia udziałów w spółkach prawa handlowego oraz tworzenia takich spółek,
- propozycji wydatkowania środków na promocję eksportu i inne działania marketingowe służące rozwojowi eksportu.

## Zniesienie Funduszu
Na podstawie ustawy z 1990 r. o zniesieniu i likwidacji niektórych funduszy przeszedł w stan likwidacji Fundusz Rozwoju Eksportu.